# Fuente del Ángel Caído
La fuente del Ángel Caído o monumento del Ángel Caído se encuentra en el parque del Retiro de la villa de Madrid, en la glorieta del Ángel Caído, sobre el solar que ocupaba la fábrica de Porcelanas de la China, destruida durante la Guerra de la Independencia en 1813. Es obra de Ricardo Bellver (escultura principal) y Francisco Jareño (pedestal).

## Historia

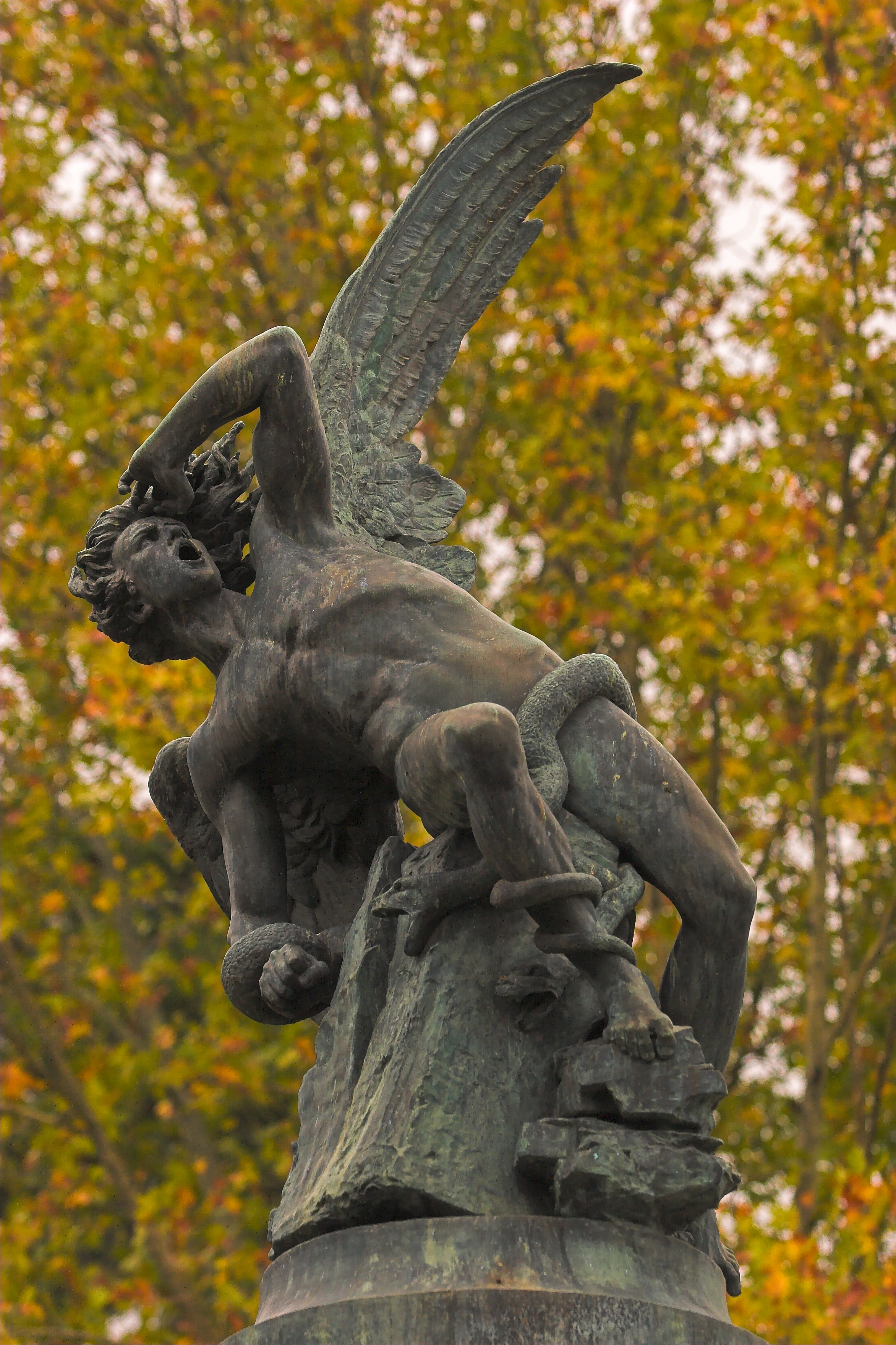
El Ángel Caído.

En 1877, durante su tercer año como pensionado en la Academia Española de Bellas Artes de Roma, el escultor madrileño Ricardo Bellver (1845-1924) realizó en yeso la obra llamada El Ángel Caído. Al año siguiente ganó con ella, por cinco votos contra dos, la Medalla de Primera Clase en la Exposición Nacional de Bellas Artes, celebrada en Madrid. El catálogo de dicha exposición menciona unos versos de El paraíso perdido, de John Milton, en los que está inspirada la escultura, entresacados de la tercera y cuarta estrofas del Canto I:

Por su orgullo cae arrojado del cielo con toda su hueste de ángeles rebeldes para no volver a él jamás. Agita en derredor sus miradas, y blasfemo las fija en el empíreo, reflejándose en ellas el dolor más hondo, la consternación más grande, la soberbia más funesta y el odio más obstinado.
Canto I de El paraíso perdido, Milton

La obra fue adquirida por el Estado por 4500 pesetas, según la tasación previamente efectuada por el Jurado de la Exposición, y se decidió enviarla a París, con motivo de la Exposición Universal de 1878. Dado que en ella solo se admitían esculturas de mármol o bronce, se iniciaron los trámites para realizar la fundición en dicho metal. Bellver sugirió hacerla en Roma, pero finalmente se llevó a cabo en París, por la casa Thiebaut-Fils.
El Ángel Caído pasó luego a formar parte de la colección del Museo Nacional. En octubre de 1879 su director, Benito Soriano Murillo, sugirió a la Dirección General de Instrucción Pública exponer la obra al aire libre:

(...) la estatua del Ángel Caído, por lo atrevido de su composición, por su original actitud y también por la materia en que ha sido fundida, tal vez no produzca todo el efecto apetecido, encerrada cual está en los estrechos límites de una sala, mientras que colocada en un sitio público, al aire libre con más espacio y horizonte, luciría ventajosamente el mérito de tan bella creación, sirviendo al mismo tiempo de ornato e iniciando de este modo al público en la contemplación de los buenos modelos del arte plástico que tan poderosamente contribuye a su cultura.
Benito Soriano

La petición fue aceptada y la escultura se traspasó como regalo al Ayuntamiento de Madrid para su instalación en un lugar público de la capital. El sitio elegido fue un espacio libre en los Jardines del Buen Retiro, ocupado anteriormente por la antigua Fábrica de Porcelanas de la China.

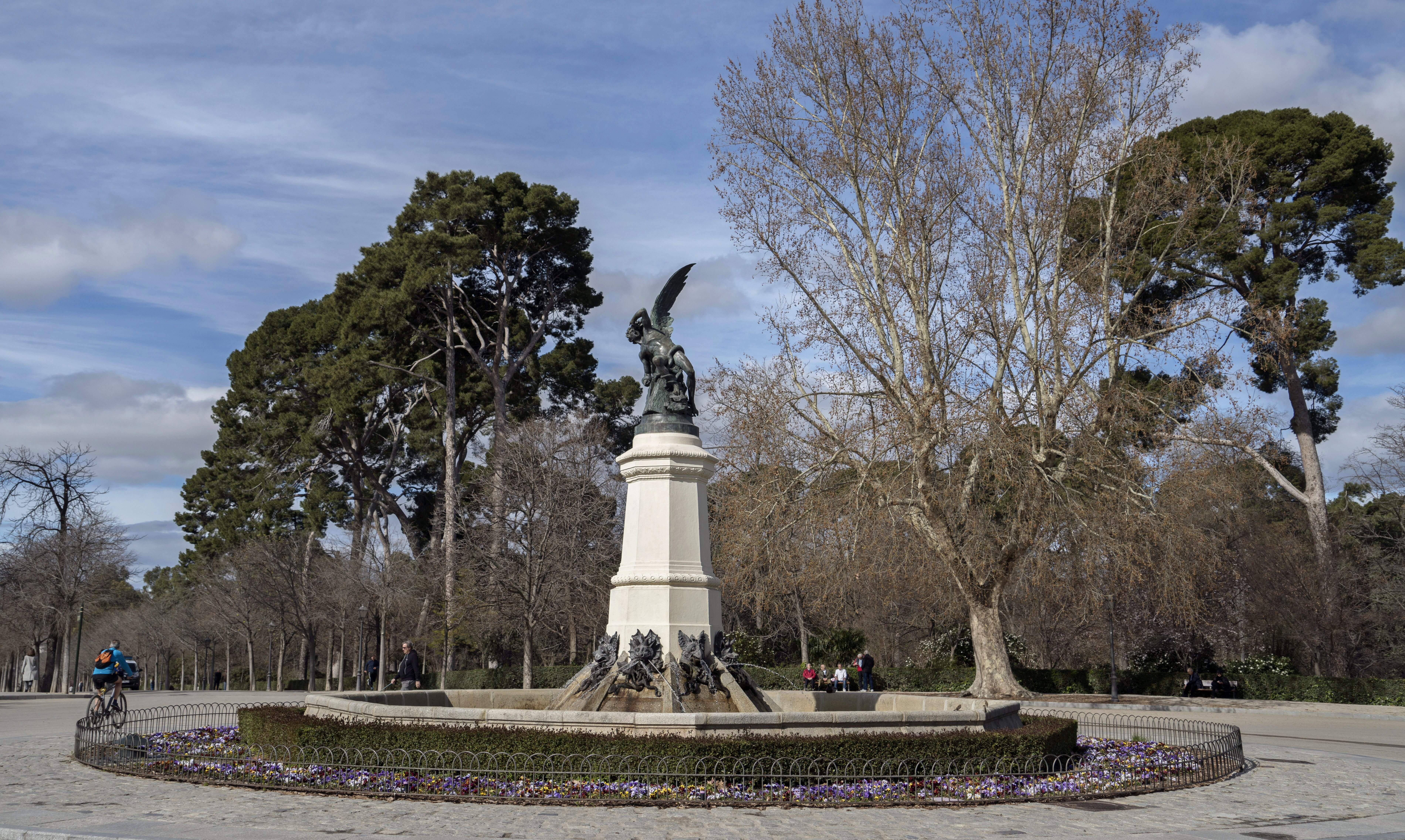
Ángel caído con su pedestal y fuente.

En mayo de 1880, Francisco Jareño, arquitecto responsable del Ministerio de Fomento, recibió el encargo de diseñar un pedestal sobre el que se apoyaría la obra de Bellver. Se ejecutó en granito, bronce y piedra, adoptando la estructura de una fuente con un amplio pilón. El conjunto fue inaugurado oficialmente en 1885.
Desde los años 1990, en el museo de la Real Academia de Bellas Artes de San Fernando se expone una réplica de El Ángel Caído realizada en resina de poliéster sobre molde de silicona.

## Descripción

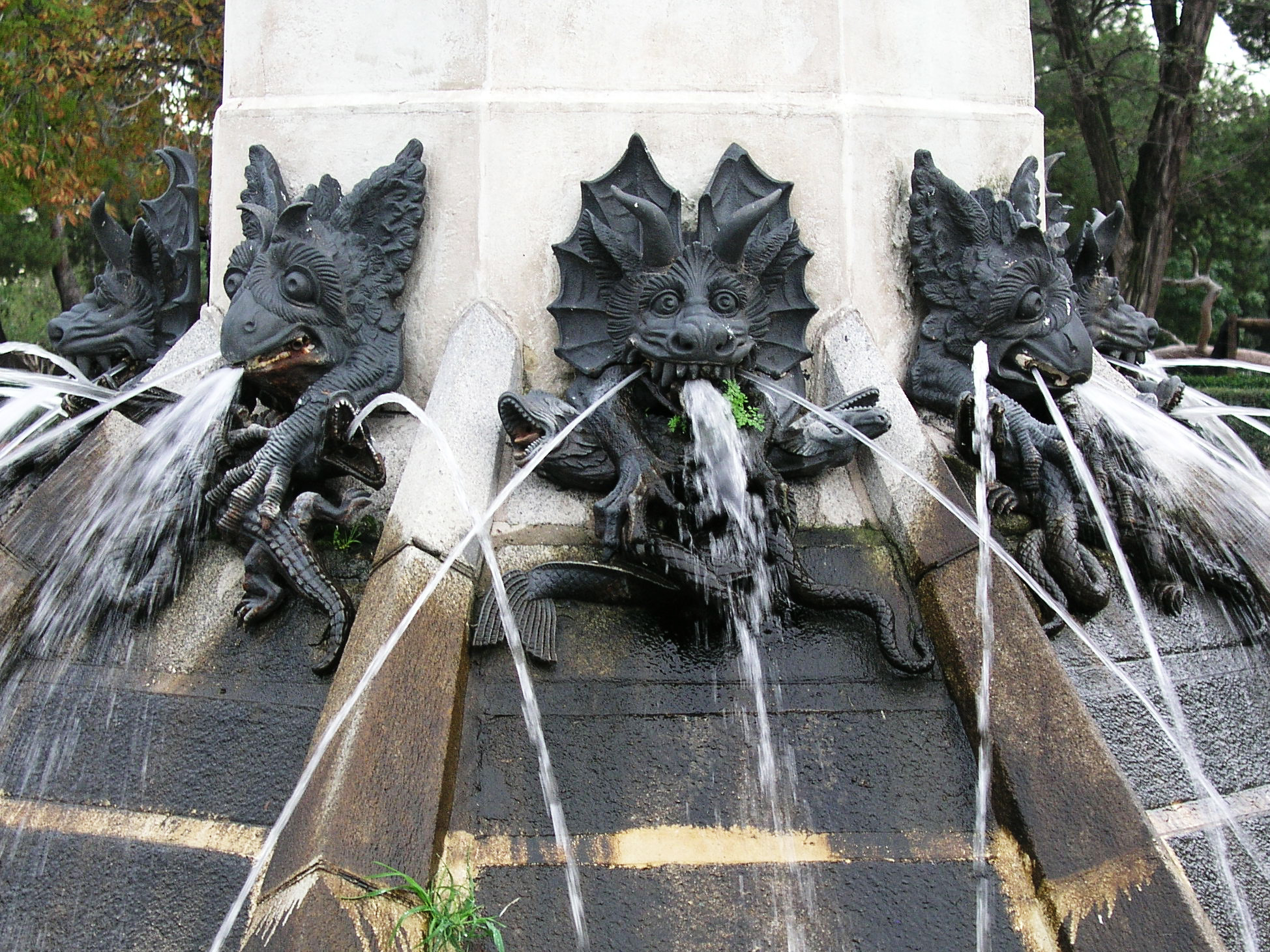
Carátulas del pedestal.

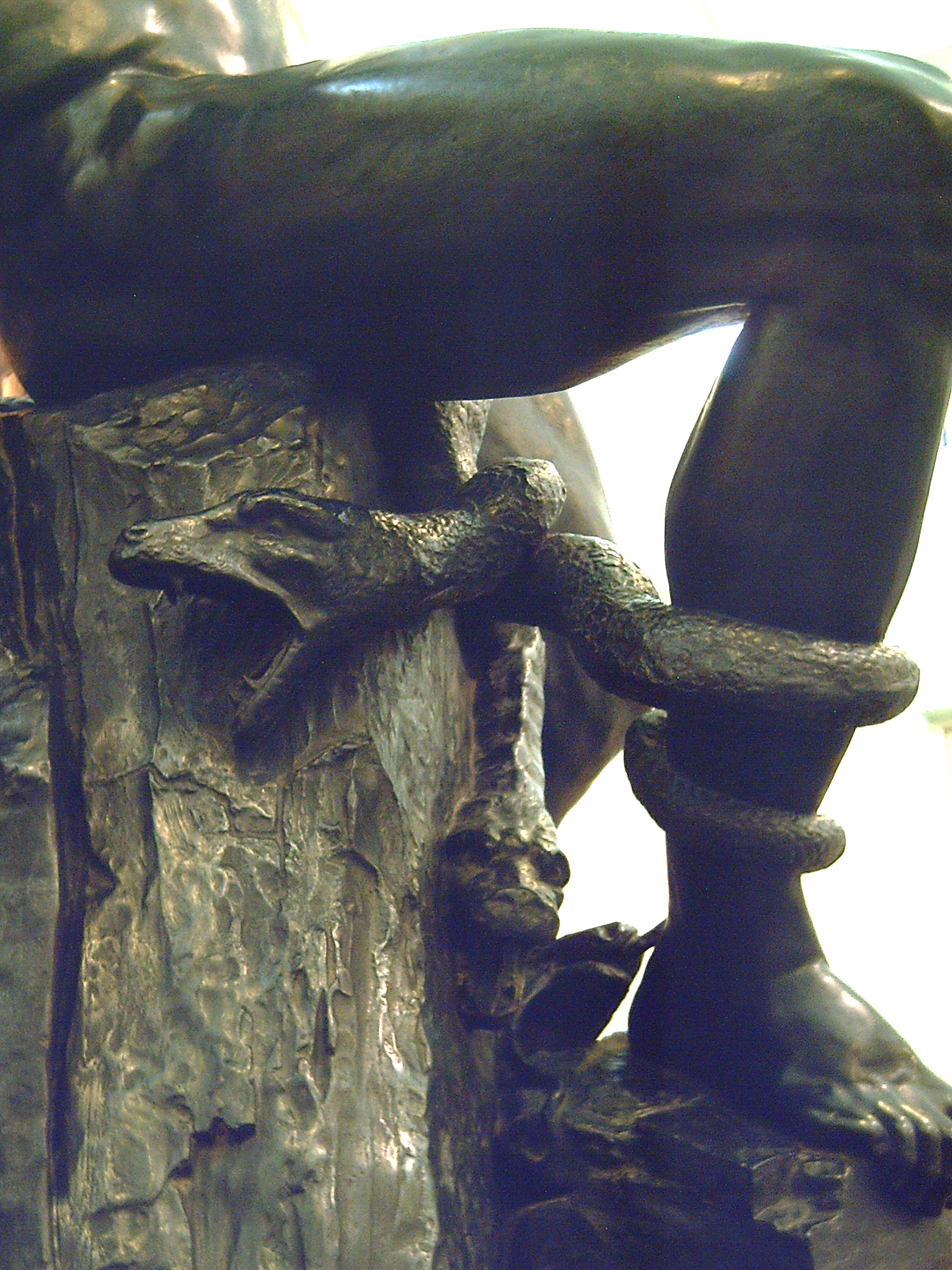
Detalle de El Ángel Caído (Real Academia de Bellas Artes de San Fernando). Se puede apreciar la influencia del Laocoonte.

### Entorno
En lo que hoy es la glorieta del Ángel Caído se levantaron antaño varias construcciones. La más antigua de que se tiene noticia es la ermita de San Antonio Abad o San Antón, de tiempos de los Austrias. Tras su derribo, Carlos III mandó edificar en el lugar la mencionada fábrica de Porcelanas, a semejanza de la existente en Capodimonte (Nápoles). La Fábrica fue destruida durante la Guerra de Independencia, y desde entonces el solar permaneció vacío hasta que se erigió la Fuente.
Actualmente, en la Glorieta confluyen tres vías asfaltadas del parque: el paseo del Duque Fernán Núñez, el de Cuba y el del Uruguay.

### Fuente
El conjunto tiene unas dimensiones aproximadas de 10 metros de largo, 10 de ancho y 7 de alto. La escultura de Bellver mide 2,65 metros de alto.
La fuente está rodeada por un parterre circular de boj. El extenso pilón sobre el que cae el agua es de granito y tiene forma ochavada. En el centro, se alza el pedestal. Su base de granito, a modo de talud, tiene forma de pirámide truncada, de planta octogonal, y en cada uno de sus lados figura una carátula de bronce. Estas carátulas representan a diablos que sujetan con sus manos lagartos, sierpes y delfines, y en cada una de ellas hay tres surtidores de los que mana el agua. Sobre dicha base se sitúan otros dos cuerpos también troncopiramidales, pero con menor inclinación. Y a continuación un tercer cuerpo, de mucha menor altura y compuesto por tres escalones de planta circular, sobre el que descansa la escultura principal que remata el monumento.
El Ángel Caído, con las alas desplegadas y contorsionado, se apoya sobre unas rocas (que sirven de base), mientras una gran serpiente se enrosca alrededor de su cuerpo. Esta obra de Bellver muestra tres grandes influencias: la helenística, especialmente de Laocoonte y sus hijos; la barroca (sobre todo de Bernini), por su composición de líneas diagonales y su expresividad; y la romántica, por su sentimiento e intensidad dramática.
La glorieta del Ángel Caído se encuentra a una altitud topográfica de 666 metros sobre el nivel del mar en Madrid. Esta coincidencia con el llamado Número de la Bestia, unida a la existencia de una falsa creencia popular según la cual el monumento es una suerte de «homenaje» a Lucifer, al mal, o a lo herético, ha despertado la imaginación de muchos aficionados al esoterismo. Sin embargo, esto no es raro en Madrid, pues la altura media de la capital española es de 666 metros sobre la mencionada referencia.
Este no es el único monumento en el mundo al Ángel Caído, pues en la ciudad de Turín (Italia) existe una escultura de Lucifer en la cima del Monumento al Traforo del Frejus, en Tandapi (Quito, Ecuador) la obra titulada El poder brutal representa la cara del Diablo y está también la Estatua del Ángel Rebelde en el Capitolio Nacional de La Habana (Cuba).